# Kōta Hirano
Kōta Hirano (japonés: 平野耕太;  Hepburn: Hirano Kōta?) (Adachi, Tokio; 14 de julio de 1973) es un mangaka japonés que alcanzó reconocimiento por sus mangas Hellsing y Drifters. Inició su carrera primero como asistente de mangaka (se auto-describe como "horrible" y "perezoso", en ese empleo de asistente) y posteriormente como artista de manga, pasó a disfrutar de un éxito limitado con mangas relativamente desconocidos como Angel Dust, Coyote, Gun Mania y Hi Tension. Su primer gran éxito llegó con su serie de manga Hellsing, que inició en 1997 y posteriormente fue serializado mensualmente en la revista de manga Young King OURs, a mediados de ese mismo año. Sin embargo, Hellsing no es la primera serie de Hirano que se publica en los King Young Ours mensual. En 1996 se publicó en esa revista el antecesor de Hellsing, llamado The Legend Of The Vampire Hunter, otra serie de Hirano que es un cuento basado en la Segunda Guerra Mundial llamado Hi and Low; este se publicó en Young King Ours, por un entonces poco conocido Kouta Hirano. La historia tiene lugar en una estación de tren en Rusia, y cuenta con dos personajes femeninos (sorprendentemente similares a los de Integra Hellsing y Yumiko/Yumie en Crossfire), y que son en realidad espías encubiertas del régimen alemán, con un propósito común: el éxito de la Operación Barbarossa. Esta historia se vio envuelta en una cuestión de títulos de los King Young Ours, pero, debido al lanzamiento de Hellsing, esta serie de manga fue suspendida en favor del mismo Hellsing.
Un número importante de las mayores obras de Hirano se consideran piezas de colección, debido al reducido número que existen de ellas. Muchos personajes de Hellsing aparecen en sus anteriores trabajos y existe un raro hentai, prototipo de Hellsing, titulado The Leyends of the Vampire Hunter. En Otakon 2006 dijo en una entrevista que en aproximadamente un año y medio a dos años acabará Hellsing; En octubre de 2008, termina con el Manga de Hellsing en el capítulo 95, el cual, se reúne en todo el Volumen 10, el cual se libera en Japón el 27 de marzo de 2009. Mientras que hace el fin de su Manga más reconocido. Hirano pasó a otro proyecto que mantuvo en secreto hasta que salió en 2009, se llamaba Drifters,trata sobre un guerrero Japonés de la época feudal, que es transportado a una dimensión diferente a la que conoce.
Hirano dice que goza de la serie de manga de Eiichirō Oda, One Piece. Al final de Hellsing volumen 5, afirma que le gustaría ser hasta Nami, por ejemplo. En un panel de preguntas en Anime Expo 2005, manifestó que sus personajes masculinos favoritos son Alucard y Alexander Anderson, y su personaje femenino favorito es Seras Victoria. Pero en el Sakura-Con, una fan le preguntó, cual era su personaje favorito y respondió que era El Capitán; en Animagic, en 2007, cuando se le preguntó acerca de sus favoritos, respondió que eran Alucard, Seras Victoria e Integra Hellsing de Hellsing, y que de Millennium, era el Mayor. Anteriormente, en Otakon, dijo que eran Jan y Luke Valentine los favoritos. Probablemente, sus gustos son estacionales, de acuerdo con lo que está escribiendo. Hirano también ha contribuido en una manga llamado "Proyecto G", en un homenaje al autor Dōjinshi, con su manga Genshiken. El manga cuenta con el personaje de Madarame, quien va buscando su teléfono celular. La mayor parte de los trabajos de Hirano anteriores a Hellsing tenían temas con Hentai, algunos ejemplos son Coyote (manga) y Angel Dust, en donde se ve que en cada capítulo hay, como máximo, una escena sexual entre sus personajes; se pensaba colocar en Hellsing, contenido erótico, pero rechazó la idea, ya que en la novela gráfica posee elementos algo fuertes para los espectadores. En uno de los proyectos nuevos de Hirano, Susume Ikaryaku, se ve que como algunos mangakas, sigue con el hábito de dibujar a muchos de los personajes que Creó en Hellsing. Algunos de los personajes que se pueden ver, son Rip Van Winkle, Alucard, Alexander Anderson, Walter c. Dornez y hasta el mismo Hirano aparece en este. Hirano Kouta ha sido convertido por el mangaka Daisuke Sato en un personaje del manga y anime de Highschool of the Dead.

## Obra
Obras en orden alfabético:
| - Angel Dust - Ser Silvestre! - Conde Pierre Eros "Daily Grind magnífic" - Coyote - Crossfire - Daidōjin Monogatari - Drifters - Profundo - Desert Guardian - Frente - Gun Mania - Hellsing - Hellsing: The Dawn | - Hi Side - Hi And Low - Ikaryaku - Ikasu Soto Tengoku - Karera no Shūmatsu - Koi no Strikeback - Maho no Muteki Kyōshi Kawahara Z - Susume Ikaryaku - Susume Seigaku Dennō Kenkyūbu - The Legend Of The Vampire Hunter. - El Weekenders - UFO 2000 - Bishonen de Mentantei de Doesu - Asashine |